# La Fille du désert (film, 1929)
Pour les articles homonymes, voir La Fille du désert.
Pour plus de détails, voir Fiche technique et Distribution.
La Fille du désert (Miryam) est un film italien réalisé par Enrico Guazzoni, sorti en 1929.

## Fiche technique
- Titre original : Miryam
- Titre français : La Fille du désert
- Réalisation : Enrico Guazzoni
- Scénario : Enrico Guazzoni
- Photographie : Arturo Climati et Carlo Montuori
- Pays de production : Royaume d'Italie
- Format : Noir et blanc - 1,33:1 - Film muet
- Genre : drame
- Date de sortie : 1929

## Distribution
- Isa Pola : Myriam
- Aristide Garbini : Ibrahim
- Carlo Gualandri : Mario Palmi
- Isa Buzzanca : Ulema